# 九龍浦邑
九龍浦邑（クリョンポゆう、구룡포읍）は、大韓民国慶尚北道浦項市南区の邑。日本海に面した漁業の町で、浦項市の東部に位置する。

## 歴史

### 九龍浦伝説
新羅時代の真興王の頃、県令が付近を巡視していたところ、突然嵐に見舞われ、海から十頭の龍が天に昇り始めた。このうち一頭が雷に打たれ、海に沈んで嵐は収まった。残りの九頭の龍が天に昇ったため、九龍浦と名付けられた。

### 日本統治時代
元は小さな漁村であったが、1906年頃から香川県小田村（現さぬき市）の漁民を中心に日本人の移住が始まった。当時の瀬戸内海は漁民間の漁業権争いが激しく、新たな漁場を求めてのことだった。九龍浦周辺は良好な漁場であり、網を投じると引き揚げる際に網を切り放さないと重さで船が転覆するほどであったという。当時の日本人達は当地を「きゅうりゅう」と呼び、今日でも懐かしんでいる。漁場は活況を呈し、日本人町は大いに発展した。最盛期の1930年代には1万人を超える流動人口があり、漁業・水産業従事者は500名あまりに達した（韓国人100名、日本人400名）。日本人漁民の移住と日本人町の開発にあたっては、岡山県出身の十川弥三郎と香川県出身の橋本善吉が中心人物として活躍した。橋本善吉の邸宅は九龍浦近代歴史館として現存している。

### 独立後

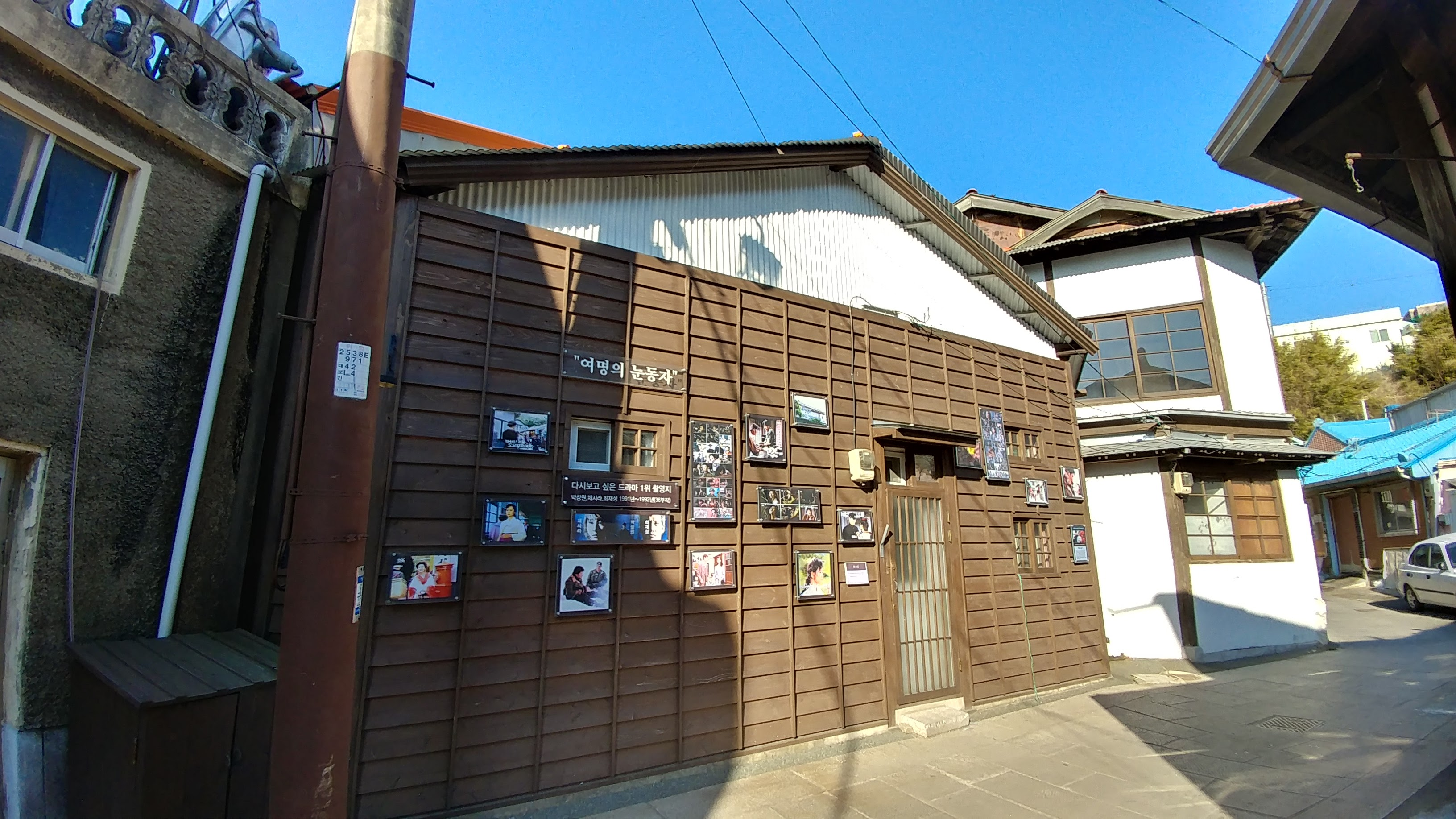
日本人家屋通りの一角

1945年に日本の統治が終わると日本人は日本に引き揚げたが、残された家屋は壊されずに現地の韓国人の住居となり、日本人町の面影が保たれた。一方、九龍浦の水産業は戦後も好況をなし、1977年には3万2699人の人口を数えたが、その後漁獲量が激減し、1997年を境に人口減少が続いている。地域経済が低迷するなか、浦項市は旧日本人町を九龍浦近代文化歴史通りと命名（のち、九龍浦日本人家屋通りに改称）し、歴史教育の場および観光地として整備した。2011年3月4日から2013年12月31日まで公費86億ウォンをかけた整備事業は、2012年12月に町おこしのモデルケースとして国土海洋部の「第2回韓国景観大賞」最優秀賞を受賞している。

### 沿革
- 1914年4月1日 - 迎日郡（朝鮮語版）滄洲面（16里）
- 1942年10月1日 - 滄洲面を九龍浦邑に改称、昇格（13里）
- 1945年3月9日 - 大甫里、江沙里、九萬洞を管轄する九龍浦邑大甫出張所を設置
- 1986年4月1日 - 大甫出張所管轄区域を大甫面（現虎尾串面）に分轄
- 1995年1月1日 - 迎日郡を浦項市に統合し、浦項市南区九龍浦邑へ改編

## 行政区画
28の行政里と10の法定里からなる。
- 九龍浦里（クリョンポ=リ、구룡포리）
- 三政里（サムジョン=ニ、삼정리）
- 石屏里（ソクピョン=ニ、석병리）
- 訥台里（ヌルテ=リ、눌태리）
- 厚洞里（フドン=ニ、후동리）
- 柄浦里（ピョンポ=リ、병포리）
- 河亭里（ハジョン=ニ、하정리）
- 長吉里（チャンギル=リ、장길리）
- 邱坪里（クピョン=ニ、구평리）
- 城洞里（ソンドン=ニ、성동리）

## 特産品
- クァメギ
- ピデギ・オジンオ（피데기 오징어、イカの生干し）
- ズワイガニ